# Artur Howhannisjan
Artur Hovhannisyan (armenisch Արթուր Հովհաննիսյան; englisch Artur Hovhannisyan; * 23. März 1996 in Gjumri, Armenien) ist ein armenischer Boxer. Er war Teilnehmer der Olympischen Sommerspiele 2016 und Gewinner der Europaspiele 2019.

## Karriere
Artur Howhannisjan begann 2007 mit dem Boxsport, sein Trainer ist Manuel Gabrieljan. Er wurde 2014 Armenischer Jugendmeister im Halbfliegengewicht und nahm an der Jugend-Weltmeisterschaft 2014 in Sofia teil, wo er in der zweiten Vorrunde gegen Brendan Irvine unterlag.
Bei den Erwachsenen wurde er 2015 und 2017 Armenischer Meister im Halbfliegengewicht, sowie 2018, 2020 und 2021 Armenischer Meister im Fliegengewicht.
Bei den Europameisterschaften 2015 in Samokow schied er gegen Tinko Banabakow aus, erreichte jedoch im April 2016 das Finale der europäischen Olympiaqualifikation in Samsun. Er hatte dabei Tinko Banabakow, Christos Cherakis und Manuel Cappai besiegt. Er war damit für die Olympischen Sommerspiele 2016 in Rio de Janeiro qualifiziert, wo er in der Vorrunde des Halbfliegengewichts gegen Samuel Carmona ausschied.
2017 gewann er eine Bronzemedaille im Halbfliegengewicht bei den U22-Europameisterschaften in Brăila, nachdem er im Halbfinale gegen Harvey Horn unterlegen war. Bei den Europameisterschaften desselben Jahres in Charkiw verlor er jedoch gegen Jauheni Karmiltschik.
Seinen bisher größten Erfolg erzielte er mit dem Gewinn der Goldmedaille im Halbfliegengewicht bei den Europaspielen 2019 in Minsk, wobei er sich gegen Jauheni Karmiltschik, Cosmin Gîrleanu, Regan Buckley und Sachil Alachwerdowi durchgesetzt hatte. Er war damit auch für die Weltmeisterschaften 2019 in Jekaterinburg qualifiziert, wo er erst im Viertelfinale des Fliegengewichts gegen Säken Bibossynow ausschied.
Bei den Weltmeisterschaften 2021 in Belgrad unterlag er im Achtelfinale des Fliegengewichts gegen den späteren Silbermedaillengewinner Roscoe Hill.

## Auswahl int. Turnierergebnisse
- April 2019: 2. Platz Cologne Boxing World Cup in Deutschland[13]
- September 2018: 1. Platz Ahmet Cömert Tournament in der Türkei[14]
- Februar 2015: 3. Platz Strandja Memorial Tournament in Bulgarien[15]